# Bureälven
Der Bureälven ist ein Fluss südlich von Skellefteå in der schwedischen Provinz Västerbottens län.
Der Fluss hat seinen Ursprung südlich von Bastuträsk im Övre Burträsket. Von dort fließt er in südöstlicher Richtung zum See Burträsket und anschließend weiter in nordöstlicher Richtung. Bei Bureå mündet der Bureälven in den Bottnischen Meerbusen. Im Oberlauf trägt der Fluss auch die Bezeichnung Buran.
Die Flusslänge beträgt 80 km. Das Einzugsgebiet umfasst 1045,6 km².